# Prospekt Bolševikov
Prospekt Bolševikov (in russo:Проспект Большевиков) è una stazione della Linea Pravoberežnaya, la Linea 4 della metropolitana di San Pietroburgo. È stata inaugurata il 30 dicembre 1985.